# 90 (število)
90 (devétdeset) je naravno število, za katero velja 90 = 89 + 1 = 91 - 1.

## V matematiki
- sestavljeno število.
- v normalnem prostoru je vsak notranji kot v enakostraničnem kvadratu enak 90°.
- deseto podolžno število {\displaystyle 90=9\cdot 10\,\!}.
- ne obstaja nobeno takšno celo število x, da bi veljala enačba φ(x) = 90.
- peto Schröderjevo število.
- Perrinovo število.
- Harshadovo število.
- Zumkellerjevo število.

## V znanosti
- vrstno število 90 ima torij (Th).

## Drugo

### Leta
- 490 pr. n. št., 390 pr. n. št., 290 pr. n. št., 190 pr. n. št., 90 pr. n. št.
- 90, 190, 290, 390, 490, 590, 690, 790, 890, 990, 1090, 1190, 1290, 1390, 1490, 1590, 1690, 1790, 1890, 1990, 2090, 2190